# Réserve nationale de faune
 (novembre 2010).
Si vous disposez d'ouvrages ou d'articles de référence ou si vous connaissez des sites web de qualité traitant du thème abordé ici, merci de compléter l'article en donnant les références utiles à sa vérifiabilité et en les liant à la section « Notes et références ».

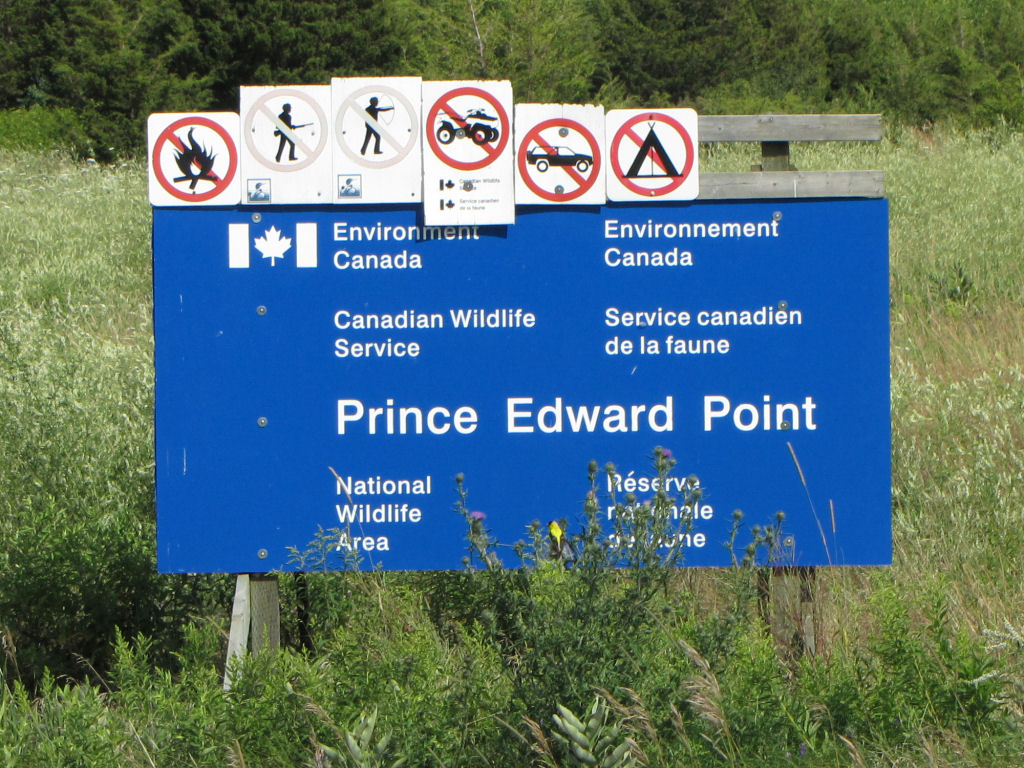
Panneau d'accès à la réserve nationale de faune de Pointe-Prince Edward - Ontario, Canada (photo en 2009)

Les réserves nationales de faune (anglais : National Wildlife Area) au Canada sont des territoires protégés dont l'objectif est la conservation de milieux humides essentiels pour la faune aviaire. Ces territoires on principalement pour but de protéger les aires de nidification et les relais migratoires.

## Description
Depuis 1969, le service canadien de la faune, un des bureaux du ministère Environnement Canada, a fait l'acquisition de territoires afin de protéger la faune, et particulièrement les oiseaux migrateurs, au Canada.
L'éducation du public est également l'un des objectifs des réserves nationales de faune. Certaines d'entre elles sont ouvertes au public; on y retrouve des centres d'interprétation de la faune, des guides-animateurs, des installations permettant d'y pratiquer la randonnée pédestre, l'observation de la faune, le canotage et la photographie. Certaines activités de chasse ou de pêche y sont également permises mais strictement contrôlées afin de protéger les populations animales. Cependant, les autres sont des territoires protégés où le public n'est pas admis.
Les réserves nationales de faune sont identifiées par des panneaux bleu et blanc représentant un plongeon huard, l'oiseau emblématique du Service Canadien de la Faune.

## Liste des Réserves nationales de faune
- Refuge faisant partie d'une réserve de biosphère
- Refuge faisant partie d'un site Ramsar

| Réserve nationale de faune                                           | Localisation                               | Superficie km2 | Création | Note |
| -------------------------------------------------------------------- | ------------------------------------------ | -------------- | -------- | --- |
| Akpait                                                               | Nunavut 66° 51′ N, 61° 41′ O               | 774,00         | 2010     | |
| Alaksen                                                              | Colombie-Britannique 49° 06′ N, 123° 10′ O | 2,99           | 1972     | Site Ramsar (1982) |
| Baie de l'Isle-Verte                                                 | Québec 48° 01′ N, 69° 20′ O                | 4,06           | 1980     | Site Ramsar (1987) |
| Baie-Wellers (Wellers Bay)                                           | Ontario 44° 00′ N, 77° 36′ O               | 0,40           | 1978     | |
| Base des Forces canadiennes Suffield (Canadian Forces Base Suffield) | Alberta 50° 29′ N, 110° 28′ O              | 458,07         | 2003     | |
| Blue Quills                                                          | Alberta 54° 00′ N, 111° 23′ O              | 0,97           | 1968     | |
| Bradwell                                                             | Saskatchewan 51° 55′ N, 106° 15′ O         | 1,23           | 1968     | |
| Cap-Jourimain (Cape Jourimain)                                       | Nouveau-Brunswick 46° 09′ N, 63° 50′ O     | 6,21           | 1980     | |
| Cap Tourmente                                                        | Québec 47° 05′ N, 70° 47′ O                | 23,99          | 1979     | Site Ramsar (1981) |
| Chignecto                                                            | Nouvelle-Écosse 45° 48′ N, 64° 15′ O       | 4,10           | 1982     | Site Ramsar (1985) |
| Columbia                                                             | Colombie-Britannique 50° 55′ N, 116° 24′ O | 10,01          | 1978     | Site Ramsar (2005, Zones humides du Columbia)                                                                                     |
| Delta de la rivière Nisutlin (Nisutlin River Delta)                  | Yukon 60° 13′ N, 132° 31′ O                | 54,88          | 1995     | |
| Edéhzhíe                                                             | Yukon 60° 00′ N, 119° 00′ O                | 14 218,00      | 2022     | |
| Great Sandhills                                                      | Saskatchewan 50° 41′ N, 109° 22′ O         | 4,75           | 2025     | |
| Harris Sandhills                                                     | Saskatchewan 51° 42′ N, 107° 37′ O         | 3,72           | 2025     | |
| Île Boot (Boot Island)                                               | Nouvelle-Écosse 45° 09′ N, 64° 16′ O       | 1,44           | 1979     | Site Ramsar (1987, Southern Bight-Bassin des Mines) · RRORHO Baie de Fundy ZICO Southern Bight-Minas Basin                        |
| Île-Country (Country Island)                                         | Nouvelle-Écosse 45° 06′ N, 61° 32′ O       | 0,21           | 2025     | |
| Île-Eleanor (Eleanor Island)                                         | Ontario 44° 59′ N, 79° 23′ O               | 0,01           | 1971     | |
| Isle-Haute (Isle Haute)                                              | Nouvelle-Écosse 45° 15′ N, 65° 00′ O       | 0,89           | 2025     | |
| Île-Mohawk (Mohawk Island)                                           | Ontario 42° 50′ N, 79° 32′ O               | 0,04           | 1978     | |
| Île-Portage (Portage Island)                                         | Nouveau-Brunswick 47° 10′ N, 65° 03′ O     | 4,51           | 1979     | |
| Île-Raven (Raven Island)                                             | Saskatchewan 52° 26′ N, 105° 00′ O         | 0,94           | 1982     | |
| Île-Saint-Paul (St. Paul Island)                                     | Nouvelle-Écosse 47° 13′ N, 60° 09′ O       | 4,78           | 2025     | |
| Île Sea Wolf (Sea Wolf Island)                                       | Nouvelle-Écosse 46° 22′ N, 61° 16′ O       | 0,41           | 1982     | |
| Île-Scotch-Bonnet (Scotch Bonnet Island)                             | Ontario 43° 54′ N, 77° 32′ O               | 0,01           | 1978     | |
| Îles de Contrecœur                                                   | Québec 45° 52′ N, 73° 15′ O                | 3,12           | 1981     | |
| Îles de l'Estuaire                                                   | Québec 48° 25′ N, 68° 53′ O                | 4,09           | 1986     | |
| Îles de la Paix                                                      | Québec 45° 20′ N, 73° 51′ O                | 1,20           | 1977     | |
| Îles Scott                                                           | Colombie-Britannique 50° 49′ N, 128° 50′ O | 11 546,00      | 2018     | |
| Lac de la Dernière-Montagne (Last Mountain Lake)                     | Saskatchewan 51° 22′ N, 105° 14′ O         | 168,98         | 1989     | Site Ramsar (1982) · RRORHO lac de la Dernière Montagne · Lieu historique national (1987, Refuge d’oiseaux de Last Mountain Lake) |
| Lac-Big Glace Bay (Big Glace Bay Lake)                               | Nouvelle-Écosse 46° 10′ N, 59° 56′ O       | 3,93           | 2022     | |
| Lac-Mississippi (Mississippi Lake)                                   | Ontario 45° 02′ N, 76° 14′ O               | 2,35           | 1978     | |
| Lac Saint-François                                                   | Québec 45° 10′ N, 74° 22′ O                | 14,46          | 1978     | Site Ramsar (1987) |
| Lac Spiers (Spiers Lake)                                             | Alberta 51° 55′ N, 112° 14′ O              | 0,65           | 1980     | |
| Long Point                                                           | Ontario 42° 34′ N, 80° 15′ O               | 32,50          | 1980     | Réserve mondiale de biosphère (1986, Long Point) · Site Ramsar (1982, Long Point)                                                 |
| Longspur                                                             | Saskatchewan 49° 01′ N, 107° 33′ O         | 1,93           | 2025     | |
| Marais John Lusby (John Lusby Marsh)                                 | Nouvelle-Écosse 45° 49′ N, 64° 16′ O       | 10,20          | 1978     | Site Ramsar (1985, Chignecto) |
| Marais-Wye (Wye Marsh)                                               | Ontario 44° 44′ N, 79° 50′ O               | 0,47           | 1978     | |
| Meanook                                                              | Alberta 54° 37′ N, 113° 21′ O              | 2,14           | 1979     | |
| Moose Mountain Creek                                                 | Saskatchewan 49° 58′ N, 103° 07′ O         | 1,63           | 2025     | |
| Nanuit Itillinga                                                     | Nunavut 75° 40′ N, 98° 55′ O               | 2 675,00       | 1985     | Site Ramsar (1982) |
| Ninginganiq                                                          | Nunavut 69° 30′ N, 67° 20′ O               | 3 362,00       | 2010     | |
| Nirjutiqavvik                                                        | Nunavut 75° 55′ N, 79° 15′ O               | 1 650,00       | 1995     | |
| Pointe-au-Père                                                       | Québec 48° 31′ N, 68° 28′ O                | 9,74           | 1978     | |
| Pointe de l'Est                                                      | Québec 47° 35′ N, 61° 27′ O                | 7,48           | 1986     | |
| Pointe-Prince-Edward (Prince Edward Point)                           | Ontario 43° 56′ N, 76° 52′ O               | 2,46           | 1980     | |
| Pope                                                                 | Manitoba 50° 07′ N, 100° 41′ O             | 0,31           | 1978     | |
| Portobello Creek                                                     | Nouveau-Brunswick 45° 55′ N, 66° 20′ O     | 19,90          | 1995     | |
| Qaqulluit                                                            | Nunavut 67° 13′ N, 62° 31′ O               | 398,00         | 2010     | |
| Qualicum                                                             | Colombie-Britannique 49° 22′ N, 124° 30′ O | 0,82           | 1977     | |
| Rockwood                                                             | Manitoba 50° 17′ N, 97° 10′ O              | 0,30           | 1981     | |
| Ruisseau-Big (Big Creek)                                             | Ontario 42° 35′ N, 80° 28′ O               | 8,02           | 1978     | Réserve mondiale de biosphère (1986, Long Point) · Site Ramsar (1982, Long Point)                                                 |
| Saint-Denis (St. Denis)                                              | Saskatchewan 52° 13′ N, 106° 05′ O         | 3,61           | 1967     | |
| Sainte-Claire (St. Clair)                                            | Ontario 42° 22′ N, 82° 24′ O               | 2,89           | 1978     | Site Ramsar (1985) |
| Sand Pond                                                            | Nouvelle-Écosse 43° 49′ N, 65° 50′ O       | 5,32           | 1977     | Réserve mondiale de biosphère (2001, Southwest Nova)                                                                              |
| Shepody                                                              | Nouveau-Brunswick 45° 42′ N, 64° 42′ O     | 9,79           | 1980     | Réserve mondiale de biosphère (2007, Fundy) · Site Ramsar (1982, Mary’s Point) · RRORHO Baie de Fundy                             |
| Stalwart                                                             | Saskatchewan 51° 14′ N, 105° 25′ O         | 15,25          | 1969     | |
| Thickwood Hills                                                      | Saskatchewan 52° 57′ N, 107° 10′ O         | 2,99           | 2025     | |
| Tintamarre                                                           | Nouveau-Brunswick 45° 59′ N, 64° 16′ O     | 19,90          | 1977     | Réserve mondiale de biosphère (2007, Fundy)                                                                                       |
| Tway                                                                 | Saskatchewan 52° 47′ N, 105° 25′ O         | 0,96           | 1971     | |
| Vallée-Widgeon (Widgeon Valley)                                      | Colombie-Britannique 49° 23′ N, 122° 38′ O | 1,25           | 1978     | |
| Vaseux-Bighorn                                                       | Colombie-Britannique 49° 17′ N, 119° 32′ O | 8,12           | 1979     | |
| Wallace Bay                                                          | Nouvelle-Écosse 49° 50′ N, 63° 34′ O       | 5,85           | 1980     | |
| Webb                                                                 | Saskatchewan 50° 13′ N, 108° 09′ O         | 4,27           | 1980     | |